# Sadovoe (Calmucchia)
Sadovoe (in russo  Садовое?) è un villaggio della Russia, situato in Calmucchia. Centro amministrativo del rajon Sarpinskij e del comune rurale Sadovskoe.
Il villaggio si trova sulle alture di Ergeni, 165 km a nord della città di Ėlista.